# Gresse
Gresse es un municipio situado en el distrito de Ludwigslust-Parchim, en el estado federado de Mecklemburgo-Pomerania Occidental (Alemania), a una altitud de 24 metros. Su población a finales de 2016 era de 692 habs. y su densidad poblacional, 33 hab/km².
Se encuentra junto a la orilla norte del río Elba que lo separa de los estados de Baja Sajonia y Schleswig-Holstein.

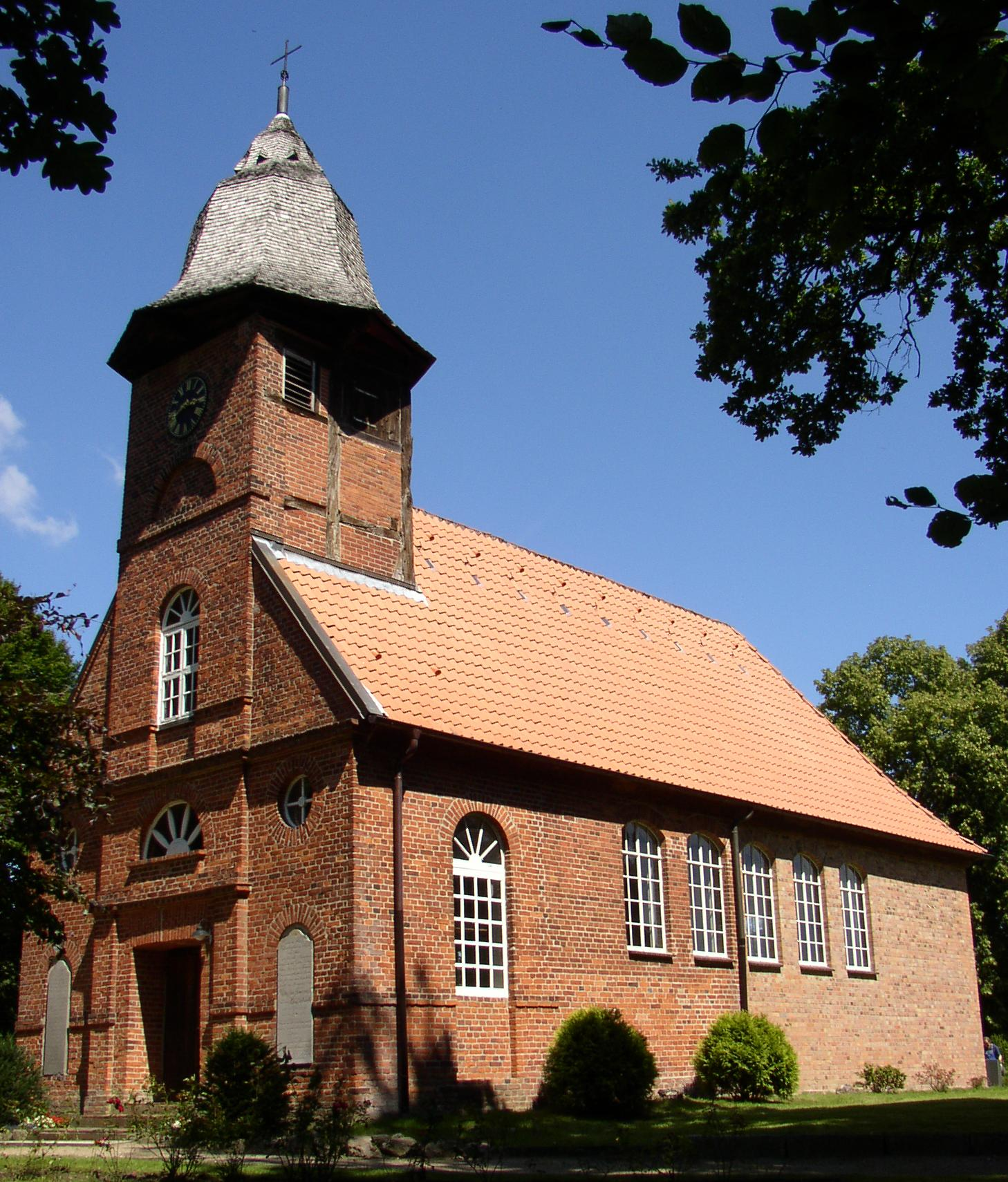
Iglesia de Gresse